# Dysnomia (måne)
 For alternative betydninger, se Dysnomia. (Se også artikler, som begynder med Dysnomia)
Dysnomia er en måne (naturlig satellit) til dværgplaneten Eris. Den er cirka 100-250 km i diameter. 
Dysnomia blev opdaget 10. september 2005 under studier af Eris ved hjælp af Keck-teleskoperne. Den blev navngivet 13. september 2006. Den er omkring 500 gange mindre klar end Eris, og grundet den lille masse tror man ikke, at Dysnomia er komplet rund. 
Omløbstiden er målt til 15,774+- 0,002 jorddage. Dette indikerer, at banen er cirkulær med en radius på 37350km+-140km. Dette indikerer, at Eris' masse er 1,27 gange større end Plutos. Disse to objekter er de hidtil største man har fundet i Kuiperbæltet.
Navnet er det græske ord for lovløshed – i græsk mytologi var Dysnomia datter af gudinden Eris.
| Astronomi | Spire Denne artikel om astronomi er en spire som bør udbygges. Du er velkommen til at hjælpe Wikipedia ved at udvide den. |